# Nestlé
Nestlé je švýcarská nadnárodní společnost se sídlem ve Vevey ve Švýcarsku. Byla založena v roce 1866 a pojmenována podle švýcarského chemika Henriho Nestlé. Z hlediska tržní kapitalizace je Nestlé největší potravinový koncern na světě. V Česku patří pod Nestlé závod Sfinx v Holešově, Zora v Olomouci a Tivall v Krupce. Jedním z velkých konkurentů Nestlé je americký Mondelēz International.

## Historie

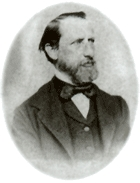
Henri Nestlé, zakladatel společnosti

Společnost byla založena v roce 1866 a byla pojmenována podle svého zakladatele, švýcarského lékárníka Henriho Nestlé. Experimentováním s různými kombinacemi mléka, pšeničné mouky a cukru, vytvořil výživu pro kojence, kteří nemohli být kojeni mateřským mlékem. Jeho hlavním cílem bylo pomoci při řešení problému kojenecké úmrtnosti v důsledku nedostatečné a nesprávné výživy. Tento nový produkt se jmenoval Farine Lacte Henry Nestlé, a po několika letech se aktivně prodával ve většině evropských zemí.
Henri Nestlé, uvědomující si význam značky výrobků na trhu, se rozhodl použít jako ochrannou známku rodinný erb – hnízdo ptáků.
V 70. letech 19. století bojoval s konkurenty a společnost vydala na trh svou vlastní značku kondenzovaného mléka. V roce 1875 měl trvalé bydliště ve městě Vevey Daniel Peter, kde vymysleli způsob, jak získat spojením kakaového prášku a mléka mléčnou čokoládu a založil společnost, která se rychle stala světovou jedničkou ve výrobě čokolády. Později se také stal členem představenstva společnosti Nestlé.
V roce 1882 švýcarský kuchař Julius Maggi vyvinul technologii pro výrobu instantní hrachové polévky a luštěnin a založil firmu „Maggi a spol.“, která do konce tohoto století vyráběla nejen bylinné polévky, ale i vývar v kostce (bujón), omáčky a koření.
Za 2. světové války zásobovalo Nestlé obě strany konfliktu.

## Výrobky
Společnost vyrábí širokou škálu produktů jako potraviny pro děti, balenou vodu a nápoje, cereálie, kávu, cukrovinky, mléčné produkty, zmrzliny nebo krmivo pro domácí mazlíčky.
- Sladkosti:
  - Bonbóny: JOJO, Lentilky, Bon Pari, Anticol, Hašlerky
  - Sušenky a čokolády: Orion, Kit-Kat, Zora, Milena, Kofila, Lion, Margot, Ledové kaštany
- Nápoje: Nescafé, Nespresso, Granko, Caro, Ricoré, Nesquik
- Kosmetika: L'Oréal[9]

## Kontroverze
Firma čelí kritice některých organizací pro neetické chování, které působí smrt kojencům. Například podle organizace International Baby Food Action Network a na základě soudních sporů je společnost obviňována, že dodává do porodnic v chudých zemích a oblastech zdarma náhražky kojeneckého mléka. U matek falešně a proti vlastnímu etickému kodexu vyvolává dojem, že náhražky jsou lepší než kojenecké mléko. Po návratu chudých matek do vesnic či slumů je ovšem problém drahé náhražky platit a není jednoduché ani zajistit pitnou vodu. To často vede k podvýživě, infekcím a následným úmrtím.
V květnu 2011 se k bojkotu přidaly i největší charitativní organizace světa na protest proti neetické a kojenecké zdraví ohrožující distribuci náhražek kojeneckého mléka firmou Nestlé v Laosu. Podle Světové zdravotnické organizace na následky praktik firmy Nestlé a dalších zemře až 1,5 milionů dětí ročně.
Dalšími výtkami proti nezodpovědnému korporátnímu chování je drancování vodních zdrojů na úkor domácího obyvatelstva v Latinské Americe a využívání produktů z práce dětských „otroků“ na kakaových plantážích v západní Africe.
Ukrajinská Národní agentura pro prevenci korupce (Національне агентство з питань запобігання корупції) zařadila 2. listopadu 2023 společnost na seznam Mezinárodních sponzorů války na Ukrajině.

## Stažení zmrzliny kontaminované pesticidem
Státní veterinární správa nařídila v srpnu 2021 stažení stovek tisíc nanuků a desítek tisíc zmrzlin značky Nestlé z trhu vzhledem k obsahu ethylenoxidu, který má mutagenní a karcinogenní účinky.